# Kloster Althaldensleben

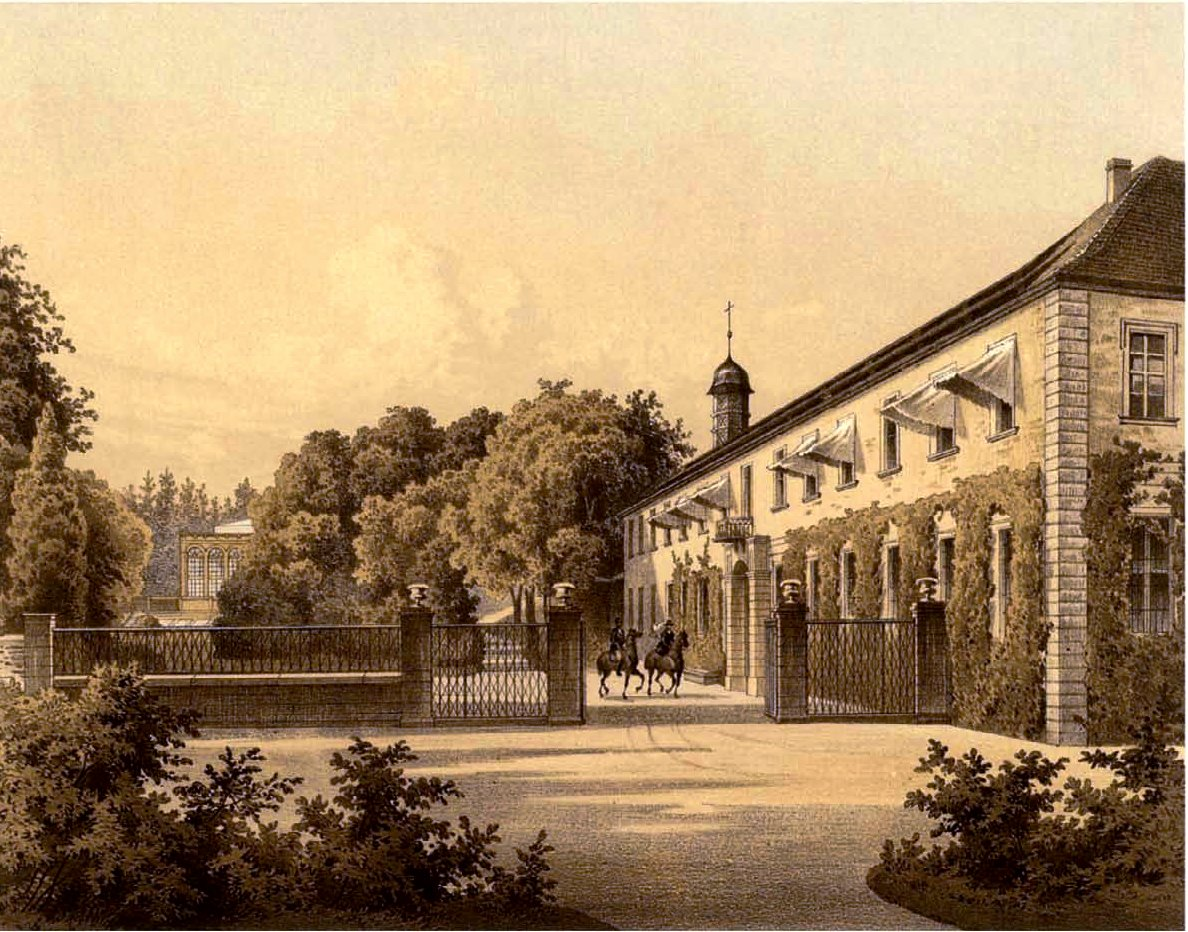
Althaldensleben um 1860, Gartenseite, Sammlung Alexander Duncker

Das Kloster Althaldensleben ist ein ehemaliges Zisterzienserinnenkloster in der Nähe der Stadt Haldensleben in Sachsen-Anhalt.

## Geschichte
In Althaldensleben gründete der Erzbischof Albrecht I. von Magdeburg 1228 ein Zisterzienserinnenkloster mit Nonnen aus dem Kloster Wöltingerode. 
Die Äbtissin Sophia von Alvensleben (1516–1590) verhinderte in ihrer Amtszeit, dass das Kloster evangelisch wurde. Da einige Nonnen sich während der Reformation zur lutherischen Konfession bekannten, musste 1562 ein evangelischer Prediger eingestellt werden. In der Klosterkirche fanden daraufhin sowohl katholische als auch evangelische Gottesdienste statt. Da sich das Verhältnis der Konfessionen nach dem Dreißigjährigen Krieg verschlechterte, teilte die Äbtissin Anna Margarethe Schlebusch die Kirche 1708 in einen evangelischen und katholischen Teil.
Bis zur Aufhebung durch die Behörden des Königreichs Westphalen 1810 bestand der Konvent des Klosters Althaldensleben, das nach der Einführung der Reformation die katholisch gebliebenen Bürger betreute. Die letzte Äbtissin, Ludovica Dederich, zog nach der Aufhebung des Klosters zunächst auf das Gut Glüsig, verbrachte dann aber ihren Lebensabend in einem Wohnhaus des Dorfes Althaldensleben. Sie verstarb dort am 1. Februar 1812 und wurde in der St.-Annen-Kapelle auf Glüsig beigesetzt, wo eine Grabplatte an sie erinnert.
Klostergebäude, Wirtschaftshof und Landwirtschaft sowie das zum Komplex gehörende landwirtschaftliche Vorwerk Glüsig des säkularisierten Klosters wurden 1810 an den Magdeburger Unternehmer Johann Gottlob Nathusius verkauft, der 1811 auch Schloss Hundisburg erwarb. Dessen Familie wohnte nunmehr im zum Herrenhaus umfungierten, ehemaligen Klostergebäude. Die dort noch eine Zeitlang bestehende Kapelle wurde 1830 in den von Nathusius finanzierten Neubau einer Doppelkirche in Althaldensleben verlegt. Nach dem Tode Nathusius’ übernahm zunächst sein Sohn Philipp von Nathusius, später dessen jüngerer Bruder Heinrich von Nathusius den Besitz. Die Kinder des Letzteren verkauften die Anlage im Oktober 1893 an Carl von Dippe. Nach weiteren Eigentümerwechseln wurde das Gut 1945 zur sowjetischen Wirtschaft erklärt. 1949 wurde der letzte Eigentümer, Hugo Henkel, der das Gut für seinen Sohn erworben hatte, im Rahmen der Bodenreform der DDR formell enteignet und die Bauten ab 1952 für die Volks- und Berufsschule genutzt. Zwischen 1996 und 2000 wurde das Objekt aufwendig saniert und wird seitdem als Berufsschulzentrum genutzt.
Das um das Kloster herum entstandene Dorf Althaldensleben wurde 1938 mit der Stadt Neuhaldensleben vereint.
Die Archivalien des Klosters gelangten nach 1945 in das Landesarchiv Sachsen-Anhalt.

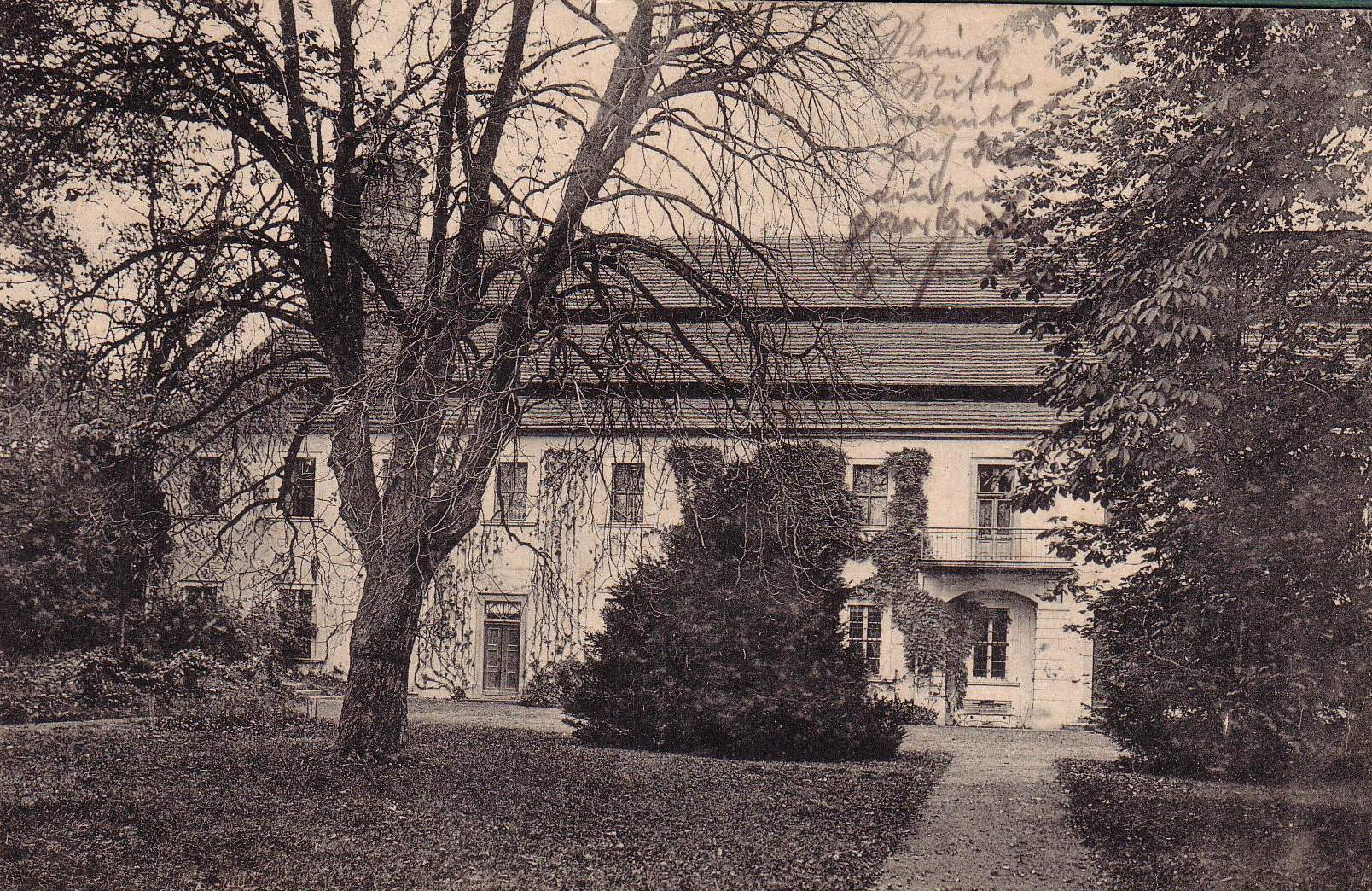
Blick vom Park, ca. 1895
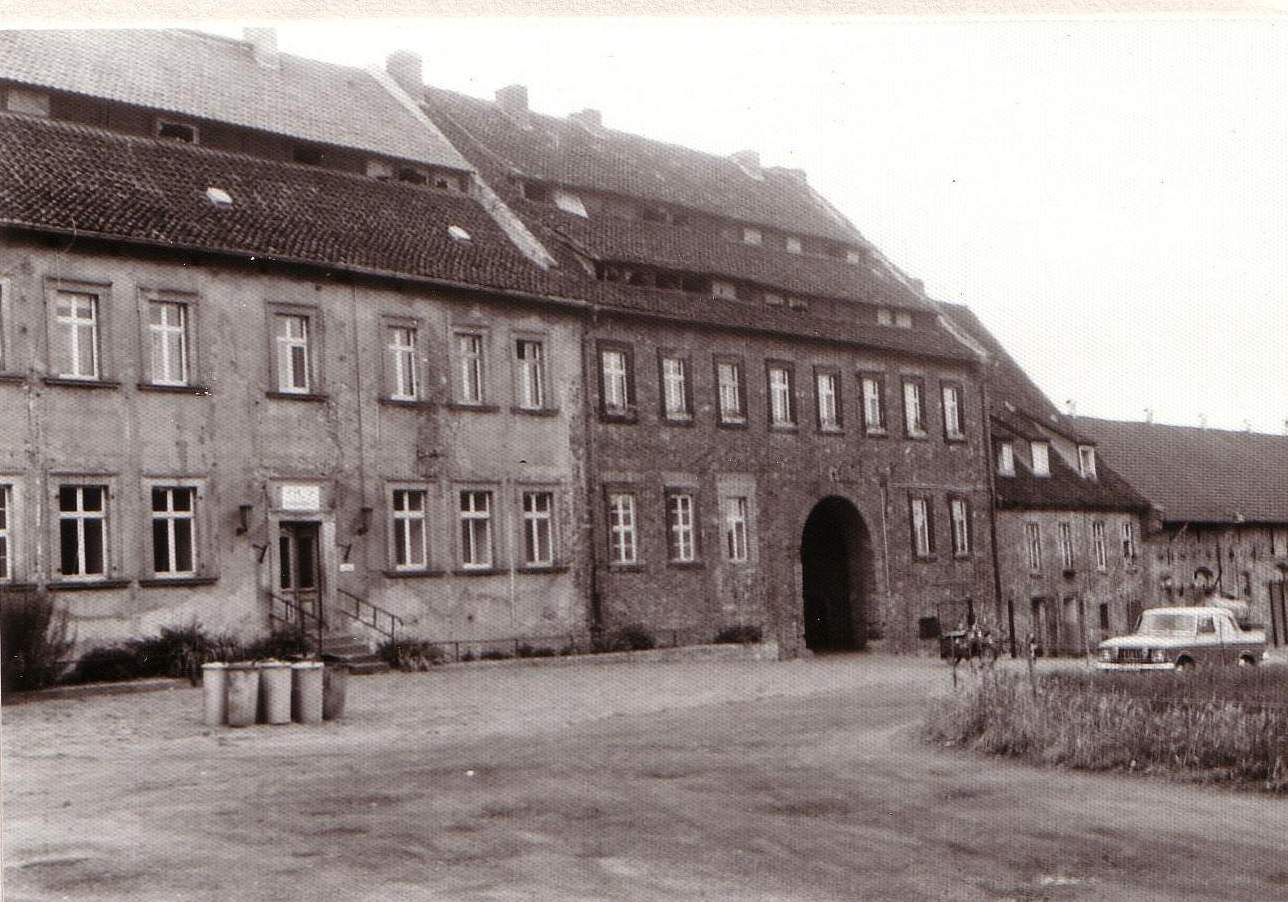
Der Wirtschaftshof des Gutes um 1980
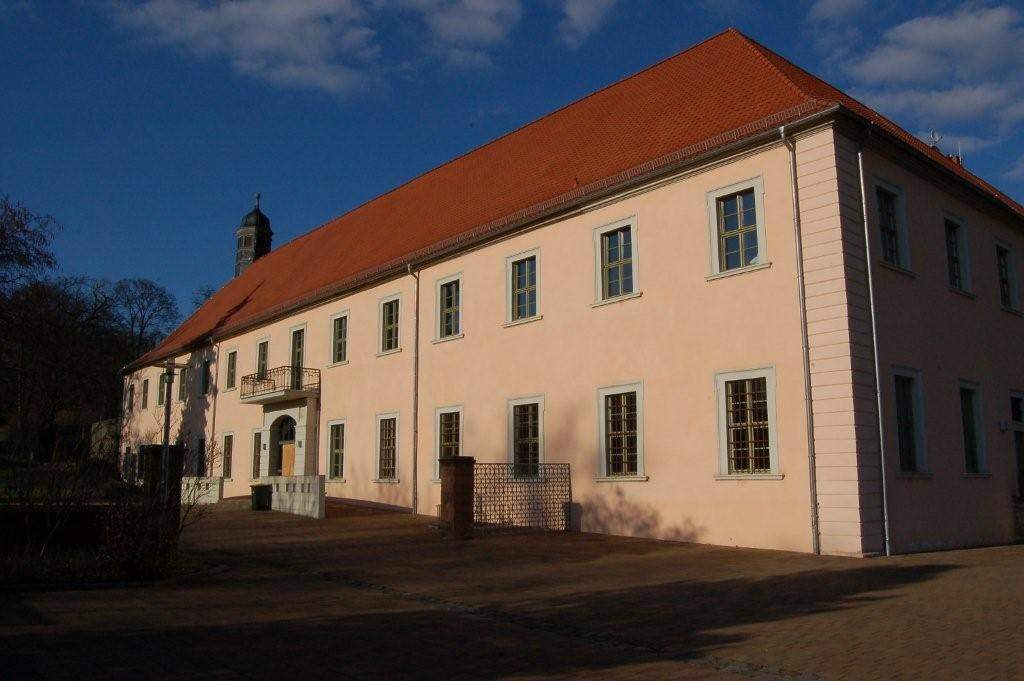
Gartenansicht des Schlosses, jetzt als Berufsschule genutzt, im Jahr 2009
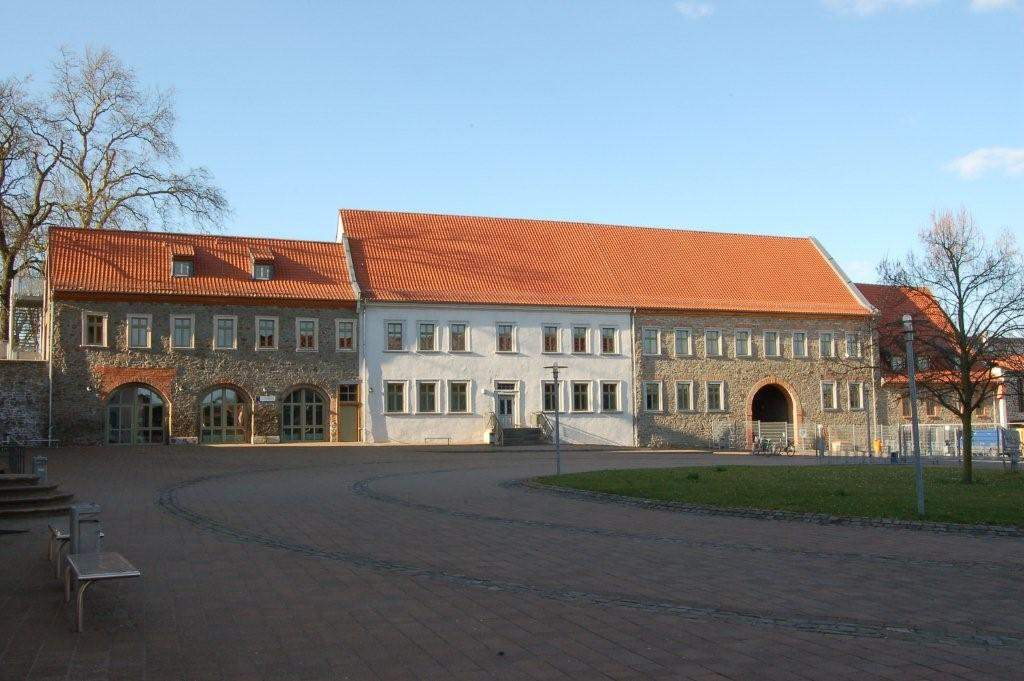
Gebäude des ehemaligen Wirtschaftshofes des Guts im Jahr 2009

## Denkmalschutz
Im örtlichen Denkmalverzeichnis ist die Sachgemeinschaft aus Klostergebäude (vierflügelige Klausur) und Klostergutshof (beinhaltet die Wirtschaftsgebäude an dem rechteckigen Hof) unter der Erfassungsnummer 094 84394 als Baudenkmal eingetragen. Der Komplex wird als kultur- und kirchenhistorisch, wirtschaftsgeschichtlich und städtebaulich bedeutend eingestuft. Weitere denkmalgeschützte Gebäude der Gesamtanlage sind die Ober- und die Untermühle aus dem 18. Jahrhundert, sowie die ehemalige Fabrik
und die Gutsarbeiterhäuser aus dem 19. Jahrhundert.